# Список сезонів НХЛ
Нижче подано список сезонів НХЛ.

## Перші роки
| #  | Сезон НХЛ | Дата                      | Команд | Матчів | Переможець                                                         | Чемпіон              | Джерела |
| -- | --------- | ------------------------- | ------ | ------ | ------------------------------------------------------------------ | -------------------- | ------- |
| 1  | 1917/18   | 19 грудня — 13 березня    | 4/3    | 22     | Монреаль Канадієнс (1-а половина) Торонто (2-а половина)           | Торонто              | [ 1 ]   |
| 2  | 1918/19   | 19 грудня — 6 березня     | 3      | 18     | Монреаль Канадієнс (1-а половина) Оттава Сенаторс (2-а половина)   | Монреаль Канадієнс   | [ 2 ]   |
| 3  | 1919/20   | 23 грудня — 10 березня    | 4      | 24     | Оттава Сенаторс (1-а половина) Оттава Сенаторс (2-а половина)      | Оттава Сенаторс      | [ 3 ]   |
| 4  | 1920/21   | 22 грудня — 15 березня    | 4      | 24     | Оттава Сенаторс (1-а половина) Торонто Сент-Патрікс (2-а половина) | Оттава Сенаторс      | [ 4 ]   |
| 5  | 1921/22   | 17 грудня — 13 березня    | 4      | 24     | Оттава Сенаторс                                                    | Торонто Сент-Патрікс | [ 5 ]   |
| 6  | 1922/23   | 16 грудня — 9 березня     | 4      | 24     | Оттава Сенаторс                                                    | Оттава Сенаторс      | [ 6 ]   |
| 7  | 1923/24   | 15 грудня — 11 березня    | 4      | 24     | Оттава Сенаторс                                                    | Монреаль Канадієнс   | [ 7 ]   |
| 8  | 1924/25   | 29 листопада — 13 березня | 6      | 30     | Гамільтон Тайгерс                                                  | Монреаль Канадієнс   | [ 8 ]   |
| 9  | 1925/26   | 28 листопада — 27 березня | 7      | 36     | Оттава Сенаторс                                                    | Монреаль Марунс      | [ 9 ]   |
| 10 | 1926/27   | 18 листопада — 13 квітня  | 10     | 44     | Оттава Сенаторс                                                    | Оттава Сенаторс      | [ 10 ]  |
| 11 | 1927/28   | 15 листопада — 14 квітня  | 10     | 44     | Монреаль Канадієнс                                                 | Нью-Йорк Рейнджерс   | [ 11 ]  |
| 12 | 1928/29   | 15 листопада — 29 березня | 10     | 44     | Монреаль Канадієнс                                                 | Бостон Брюїнс        | [ 12 ]  |
| 13 | 1929/30   | 14 листопада — 3 квітня   | 10     | 44     | Бостон Брюїнс                                                      | Монреаль Канадієнс   | [ 13 ]  |
| 14 | 1930/31   | 11 листопада — 14 квітня  | 10     | 44     | Бостон Брюїнс                                                      | Монреаль Канадієнс   | [ 14 ]  |
| 15 | 1931/32   | 12 листопада — 9 квітня   | 8      | 48     | Монреаль Канадієнс                                                 | Торонто Мейпл Ліфс   | [ 15 ]  |
| 16 | 1932/33   | 10 листопада — 13 квітня  | 9      | 48     | Бостон Брюїнс                                                      | Нью-Йорк Рейнджерс   | [ 16 ]  |
| 17 | 1933/34   | 9 листопада — 10 квітня   | 9      | 48     | Торонто Мейпл Ліфс                                                 | Чикаго Блек Гокс     | [ 17 ]  |
| 18 | 1934/35   | 8 листопада — 9 квітня    | 9      | 48     | Торонто Мейпл Ліфс                                                 | Монреаль Марунс      | [ 18 ]  |
| 19 | 1935/36   | 7 листопада — 11 квітня   | 8      | 48     | Детройт Ред Вінгз                                                  | Детройт Ред Вінгз    | [ 19 ]  |
| 20 | 1936/37   | 5 листопада — 15 квітня   | 8      | 48     | Детройт Ред Вінгз                                                  | Детройт Ред Вінгз    | [ 20 ]  |
| 21 | 1937/38   | 4 листопада — 12 квітня   | 8      | 48     | Бостон Брюїнс                                                      | Чикаго Блек Гокс     | [ 21 ]  |
| 22 | 1938/39   | 3 листопада — 16 квітня   | 7      | 48     | Бостон Брюїнс                                                      | Бостон Брюїнс        | [ 22 ]  |
| 23 | 1939/40   | 2 листопада — 13 квітня   | 7      | 48     | Бостон Брюїнс                                                      | Нью-Йорк Рейнджерс   | [ 23 ]  |
| 24 | 1940/41   | 3 листопада — 12 квітня   | 7      | 48     | Бостон Брюїнс                                                      | Бостон Брюїнс        | [ 24 ]  |
| 25 | 1941/42   | 1 листопада — 18 квітня   | 7      | 48     | Нью-Йорк Рейнджерс                                                 | Торонто Мейпл Ліфс   | [ 25 ]  |

## Оригінальна шістка
| #  | Сезон НХЛ | Дата                  | Матчів | Переможець         | КС                 | Джерела |
| -- | --------- | --------------------- | ------ | ------------------ | ------------------ | ------- |
| 26 | 1942/43   | 31 жовтня — 8 квітня  | 50     | Детройт Ред Вінгз  | Детройт Ред Вінгз  | [ 26 ]  |
| 27 | 1943/44   | 30 жовтня — 13 квітня | 50     | Монреаль Канадієнс | Монреаль Канадієнс | [ 27 ]  |
| 28 | 1944/45   | 28 жовтня — 22 квітня | 50     | Монреаль Канадієнс | Торонто Мейпл Ліфс | [ 28 ]  |
| 29 | 1945/46   | 24 жовтня — 9 квітня  | 50     | Монреаль Канадієнс | Монреаль Канадієнс | [ 29 ]  |
| 30 | 1946/47   | 16 жовтня — 19 квітня | 60     | Монреаль Канадієнс | Торонто Мейпл Ліфс | [ 30 ]  |
| 31 | 1947/48   | 15 жовтня — 14 квітня | 60     | Торонто Мейпл Ліфс | Торонто Мейпл Ліфс | [ 31 ]  |
| 32 | 1948/49   | 13 жовтня — 16 квітня | 60     | Детройт Ред Вінгз  | Торонто Мейпл Ліфс | [ 32 ]  |
| 33 | 1949/50   | 12 жовтня — 23 квітня | 70     | Детройт Ред Вінгз  | Детройт Ред Вінгз  | [ 33 ]  |
| 34 | 1950/51   | 11 жовтня — 21 квітня | 70     | Детройт Ред Вінгз  | Торонто Мейпл Ліфс | [ 34 ]  |
| 35 | 1951/52   | 11 жовтня — 15 квітня | 70     | Детройт Ред Вінгз  | Детройт Ред Вінгз  | [ 35 ]  |
| 36 | 1952/53   | 9 жовтня — 16 квітня  | 70     | Детройт Ред Вінгз  | Монреаль Канадієнс | [ 36 ]  |
| 37 | 1953/54   | 8 жовтня — 16 квітня  | 70     | Детройт Ред Вінгз  | Детройт Ред Вінгз  | [ 37 ]  |
| 38 | 1954/55   | 7 жовтня — 14 квітня  | 70     | Детройт Ред Вінгз  | Детройт Ред Вінгз  | [ 38 ]  |
| 39 | 1955/56   | 6 жовтня — 10 квітня  | 70     | Монреаль Канадієнс | Монреаль Канадієнс | [ 39 ]  |
| 40 | 1956/57   | 11 жовтня — 16 квітня | 70     | Детройт Ред Вінгз  | Монреаль Канадієнс | [ 40 ]  |
| 41 | 1957/58   | 8 жовтня — 20 квітня  | 70     | Монреаль Канадієнс | Монреаль Канадієнс | [ 41 ]  |
| 42 | 1958/59   | 8 жовтня — 18 квітня  | 70     | Монреаль Канадієнс | Монреаль Канадієнс | [ 42 ]  |
| 43 | 1959/60   | 7 жовтня — 14 квітня  | 70     | Монреаль Канадієнс | Монреаль Канадієнс | [ 43 ]  |
| 44 | 1960/61   | 5 жовтня — 16 квітня  | 70     | Монреаль Канадієнс | Чикаго Блек Гокс   | [ 44 ]  |
| 45 | 1961/62   | 11 жовтня — 12 квітня | 70     | Монреаль Канадієнс | Торонто Мейпл Ліфс | [ 45 ]  |
| 46 | 1962/63   | 12 жовтня — 18 квітня | 70     | Торонто Мейпл Ліфс | Торонто Мейпл Ліфс | [ 46 ]  |
| 47 | 1963/64   | 8 жовтня — 25 квітня  | 70     | Монреаль Канадієнс | Торонто Мейпл Ліфс | [ 47 ]  |
| 48 | 1964/65   | 12 жовтня — 1 травня  | 70     | Детройт Ред Вінгз  | Монреаль Канадієнс | [ 48 ]  |
| 49 | 1965/66   | 23 жовтня — 5 травня  | 70     | Монреаль Канадієнс | Монреаль Канадієнс | [ 49 ]  |
| 50 | 1966/67   | 19 жовтня — 2 травня  | 70     | Чикаго Блек Гокс   | Торонто Мейпл Ліфс | [ 50 ]  |

## Розширення
| #  | Сезон НХЛ | Дата                  | Клубів | Матчів | Переможець         | Володар Кубка Стенлі | Джерела |
| -- | --------- | --------------------- | ------ | ------ | ------------------ | -------------------- | ------- |
| 51 | 1967/68   | 11 жовтня — 11 травня | 12     | 74     | Монреаль Канадієнс | Монреаль Канадієнс   | [ 51 ]  |
| 52 | 1968/69   | 11 жовтня — 4 травня  | 12     | 76     | Монреаль Канадієнс | Монреаль Канадієнс   | [ 52 ]  |
| 53 | 1969/70   | 11 жовтня — 10 травня | 12     | 76     | Чикаго Блек Гокс   | Бостон Брюїнс        | [ 53 ]  |
| 54 | 1970/71   | 9 жовтня — 18 травня  | 14     | 78     | Бостон Брюїнс      | Монреаль Канадієнс   | [ 54 ]  |
| 55 | 1971/72   | 8 жовтня — 11 травня  | 14     | 78     | Бостон Брюїнс      | Бостон Брюїнс        | [ 55 ]  |
| 56 | 1972/73   | 7 жовтня — 10 травня  | 16     | 78     | Монреаль Канадієнс | Монреаль Канадієнс   | [ 56 ]  |
| 57 | 1973/74   | 10 жовтня — 19 травня | 16     | 78     | Бостон Брюїнс      | Філадельфія Флаєрс   | [ 57 ]  |
| 58 | 1974/75   | 9 жовтня — 27 травня  | 18     | 80     | Філадельфія Флаєрс | Філадельфія Флаєрс   | [ 58 ]  |
| 59 | 1975/76   | 7 жовтня — 16 травня  | 18     | 80     | Монреаль Канадієнс | Монреаль Канадієнс   | [ 59 ]  |
| 60 | 1976/77   | 5 жовтня — 14 травня  | 18     | 80     | Монреаль Канадієнс | Монреаль Канадієнс   | [ 60 ]  |
| 61 | 1977/78   | 12 жовтня — 25 травня | 18     | 80     | Монреаль Канадієнс | Монреаль Канадієнс   | [ 61 ]  |
| 62 | 1978/79   | 11 жовтня — 21 травня | 17     | 80     | Нью-Йорк Айлендерс | Монреаль Канадієнс   | [ 62 ]  |
| 63 | 1979/80   | 9 жовтня — 24 травня  | 21     | 80     | Філадельфія Флаєрс | Нью-Йорк Айлендерс   | [ 63 ]  |
| 64 | 1980/81   | 9 жовтня — 21 травня  | 21     | 80     | Нью-Йорк Айлендерс | Нью-Йорк Айлендерс   | [ 64 ]  |
| 65 | 1981/82   | 6 жовтня — 16 травня  | 21     | 80     | Нью-Йорк Айлендерс | Нью-Йорк Айлендерс   | [ 65 ]  |
| 66 | 1982/83   | 5 жовтня — 17 травня  | 21     | 80     | Бостон Брюїнс      | Нью-Йорк Айлендерс   | [ 66 ]  |
| 67 | 1983/84   | 4 жовтня — 19 травня  | 21     | 80     | Едмонтон Ойлерз    | Едмонтон Ойлерз      | [ 67 ]  |
| 68 | 1984/85   | 11 жовтня — 30 травня | 21     | 80     | Філадельфія Флаєрс | Едмонтон Ойлерз      | [ 68 ]  |
| 69 | 1985/86   | 10 жовтня — 24 травня | 21     | 80     | Едмонтон Ойлерз    | Монреаль Канадієнс   | [ 69 ]  |
| 70 | 1986/87   | 9 жовтня — 31 травня  | 21     | 80     | Едмонтон Ойлерз    | Едмонтон Ойлерз      | [ 70 ]  |
| 71 | 1987/88   | 8 жовтня — 26 травня  | 21     | 80     | Калгарі Флеймс     | Едмонтон Ойлерз      | [ 71 ]  |
| 72 | 1988/89   | 6 жовтня — 25 травня  | 21     | 80     | Калгарі Флеймс     | Калгарі Флеймс       | [ 72 ]  |
| 73 | 1989/90   | 5 жовтня — 24 травня  | 21     | 80     | Бостон Брюїнс      | Едмонтон Ойлерз      | [ 73 ]  |
| 74 | 1990/91   | 4 жовтня — 25 травня  | 21     | 80     | Чикаго Блекгокс    | Піттсбург Пінгвінс   | [ 74 ]  |
| 75 | 1991/92   | 3 жовтня — 1 червня   | 22     | 80     | Нью-Йорк Рейнджерс | Піттсбург Пінгвінс   | [ 75 ]  |

## Наш час
| #   | Сезон НХЛ | Дата                            | Клубів                          | Матчів                          | Володар Кубка Президента        | Володар Кубка Стенлі            | Джерела                         |
| --- | --------- | ------------------------------- | ------------------------------- | ------------------------------- | ------------------------------- | ------------------------------- | ------------------------------- |
| 76  | 1992/93   | 6 жовтня — 9 червня             | 24                              | 84                              | Піттсбург Пінгвінс              | Монреаль Канадієнс              | [ 76 ]                          |
| 77  | 1993/94   | 5 жовтня — 14 червня            | 26                              | 84                              | Нью-Йорк Рейнджерс              | Нью-Йорк Рейнджерс              | [ 77 ]                          |
| 78  | 1994/95   | 20 січня — 24 червня            | 26                              | 48                              | Детройт Ред Вінгз               | Нью-Джерсі Девілс               | [ 78 ]                          |
| 79  | 1995/96   | 6 жовтня — 10 червня            | 26                              | 82                              | Детройт Ред Вінгз               | Колорадо Аваланч                | [ 79 ]                          |
| 80  | 1996/97   | 4 жовтня — 7 червня             | 26                              | 82                              | Колорадо Аваланч                | Детройт Ред Вінгз               | [ 80 ]                          |
| 81  | 1997/98   | 1 жовтня — 16 червня            | 26                              | 82                              | Даллас Старс                    | Детройт Ред Вінгз               | [ 81 ]                          |
| 82  | 1998/99   | 9 жовтня — 19 червня            | 27                              | 82                              | Даллас Старс                    | Даллас Старс                    | [ 82 ]                          |
| 83  | 1999/2000 | 1 жовтня — 10 червня            | 28                              | 82                              | Сент-Луїс Блюз                  | Нью-Джерсі Девілс               | [ 83 ]                          |
| 84  | 2000/01   | 4 жовтня — 9 червня             | 30                              | 82                              | Колорадо Аваланч                | Колорадо Аваланч                | [ 84 ]                          |
| 85  | 2001/02   | 3 жовтня — 13 червня            | 30                              | 82                              | Детройт Ред Вінгз               | Детройт Ред Вінгз               | [ 85 ]                          |
| 86  | 2002/03   | 9 жовтня — 9 червня             | 30                              | 82                              | Оттава Сенаторс                 | Нью-Джерсі Девілс               | [ 86 ]                          |
| 87  | 2003/04   | 8 жовтня — 7 червня             | 30                              | 82                              | Детройт Ред Вінгз               | Тампа-Бей Лайтнінг              | [ 87 ]                          |
| 88  | 2004/05   | сезон не відбувся через локаут. | сезон не відбувся через локаут. | сезон не відбувся через локаут. | сезон не відбувся через локаут. | сезон не відбувся через локаут. | сезон не відбувся через локаут. |
| 89  | 2005/06   | 5 жовтня — 19 червня            | 30                              | 82                              | Детройт Ред Вінгз               | Кароліна Гаррікейнс             | [ 88 ]                          |
| 90  | 2006/07   | 4 жовтня — 6 червня             | 30                              | 82                              | Баффало Сейбрс                  | Анагайм Дакс                    | [ 89 ]                          |
| 91  | 2007/08   | 29 вересня — 4 червня           | 30                              | 82                              | Детройт Ред Вінгз               | Детройт Ред Вінгз               | [ 90 ]                          |
| 92  | 2008/09   | 4 жовтня — 12 червня            | 30                              | 82                              | Сан-Хосе Шаркс                  | Піттсбург Пінгвінс              | [ 91 ]                          |
| 93  | 2009/10   | 1 жовтня — 9 червня             | 30                              | 82                              | Вашингтон Кепіталс              | Чикаго Блекгокс                 | [ 92 ]                          |
| 94  | 2010/11   | 7 жовтня — 15 червня            | 30                              | 82                              | Ванкувер Канакс                 | Бостон Брюїнс                   | [ 93 ]                          |
| 95  | 2011/12   | 6 жовтня — 11 червня            | 30                              | 82                              | Ванкувер Канакс                 | Лос-Анджелес Кінгс              | [ 94 ]                          |
| 96  | 2012/13   | 19 січня — 24 червня            | 30                              | 48                              | Чикаго Блекгокс                 | Чикаго Блекгокс                 | [ 95 ]                          |
| 97  | 2013/14   | 1 жовтня — 13 червня            | 30                              | 82                              | Бостон Брюїнс                   | Лос-Анджелес Кінгс              | [ 96 ]                          |
| 98  | 2014/15   | 8 жовтня — 15 червня            | 30                              | 82                              | Нью-Йорк Рейнджерс              | Чикаго Блекгокс                 | [ 97 ]                          |
| 99  | 2015/16   | 7 жовтня — 12 червня            | 30                              | 82                              | Вашингтон Кепіталс              | Піттсбург Пінгвінс              | [ 98 ]                          |
| 100 | 2016/17   | 12 жовтня — 11 червня           | 30                              | 82                              | Вашингтон Кепіталс              | Піттсбург Пінгвінс              | [ 99 ]                          |
| 101 | 2017/18   | 4 жовтня — 7 червня             | 31                              | 82                              | Нашвілл Предаторс               | Вашингтон Кепіталс              | [ 100 ]                         |
| 102 | 2018/19   | 3 жовтня — 12 червня            | 31                              | 82                              | Тампа-Бей Лайтнінг              | Сент-Луїс Блюз                  | [ 101 ]                         |
| 103 | 2019/20   | 2 жовтня — 28 вересня           | 31                              | 68-71                           | Бостон Брюїнс                   | Тампа-Бей Лайтнінг              | [ 102 ]                         |
| 104 | 2020/21   | 13 січня — 7 липня              | 31                              | 56                              | Колорадо Аваланч                | Тампа-Бей Лайтнінг              | [ 103 ]                         |
| 105 | 2021/22   | 12 жовтня — 26 червня           | 32                              | 82                              | Флорида Пантерс                 | Колорадо Аваланч                | [ 104 ]                         |
| 106 | 2022/23   | 7 жовтня — 13 червня            | 32                              | 82                              | Бостон Брюїнс                   | Вегас Голден Найтс              | [ 105 ]                         |
| 107 | 2023/24   | 10 жовтня — 24 червня           | 32                              | 82                              | Нью-Йорк Рейнджерс              | Флорида Пантерс                 |                                 |
| 108 | 2024/25   | 4 жовтня — ? червня             | 32                              | 82                              | Вінніпег Джетс                  |                                 |                                 |